# Investigació sobre un ciutadà
Investigació sobre un ciutadà  ("Indagine su un cittadino al di sopra di ogni sospetto") és una pel·lícula italiana dirigida per Elio Petri, estrenada el 1970. Ha estat doblada al català.

## Argument
El cap de la policia política assassina la seva amant, i farà tot per orientar la investigació sobre ell.

## Repartiment
- Gian Maria Volontè: L'inspector
- Florinda Bolkan: Augusta
- Gianni Santuccio: El comissari
- Salvo Randone: L'enginyer hidràulic
- Orazio Orlando: Biglia
- Sergio Tramonti: Pace
- Gianni Santuccio: El prefecte
- Arturo Dominici: Mangani
- Massimo Foschi: El marit d'Augusta
- Aldo Randine: El comissari

## Premis i nominacions[calcitació]

### Premis
- Oscar a la millor pel·lícula de parla no anglesa
- Premi FIPRESCI 1970 al Festival Internacional de Cinema de Canes per Elio Petri
- Premi del Jurat (Festival de Canes) per Elio Petri
- Premi David di Donatello 1970: David al millor actor per Gian Maria Volonté

### Nominacions
- Palma d'Or per Elio Petri
- Globus d'Or a la millor pel·lícula estrangera

## Al voltant de la pel·lícula
- La banda original d'Ennio Morricone s'ha convertit en un clàssic.
- El grup americà Fantômas n'ha fet una cançó que figura a l'àlbum The Director's Cut (2001)